# Poeciliopsis
Poeciliopsis is een geslacht van straalvinnige vissen uit de familie van levendbarende tandkarpers (Poeciliidae).

## Soorten
- Poeciliopsis baenschi Meyer, Radda, Riehl & Feichtinger, 1986
- Poeciliopsis balsas Hubbs, 1926
- Poeciliopsis catemaco Miller, 1975
- Poeciliopsis elongata (Günther, 1866)
- Poeciliopsis fasciata (Meek, 1904)
- Poeciliopsis gracilis (Heckel, 1848)
- Poeciliopsis hnilickai Meyer & Vogel, 1981
- Poeciliopsis infans (Woolman, 1894)
- Poeciliopsis latidens (Garman, 1895)
- Poeciliopsis lucida Miller, 1960
- Poeciliopsis lutzi (Meek, 1902)
- Poeciliopsis monacha Miller, 1960
- Poeciliopsis occidentalis (Baird & Girard, 1853)
- Poeciliopsis paucimaculata Bussing, 1967
- Poeciliopsis pleurospilus (Günther, 1866)
- Poeciliopsis presidionis (Jordan & Culver, 1895)
- Poeciliopsis prolifica Miller, 1960
- Poeciliopsis retropinna (Regan, 1908)
- Poeciliopsis santaelena Bussing, 2008
- Poeciliopsis scarlli Meyer, Riehl, Dawes & Dibble, 1985
- Poeciliopsis sonoriensis (Girard, 1859)
- Poeciliopsis turneri Miller, 1975
- Poeciliopsis turrubarensis (Meek, 1912)
- Poeciliopsis viriosa Miller, 1960